# آرثر بيري (سياسي)
آرثر بيري هو سياسي كندي، ولد في 28 نوفمبر 1879، وتوفي في 23 يوليو 1943.